# Danis aryanus
Danis aryanus är en fjärilsart som beskrevs av Grose-smith 1895. Danis aryanus ingår i släktet Danis och familjen juvelvingar. Inga underarter finns listade i Catalogue of Life.